# Wolfgang Mühlpfordt
Wolfgang Moritz Heinrich Mühlpfordt (* 4. Mai 1872 in Potsdam; † 2. Januar 1928 in Köslin) war ein deutscher Akademiker, dessen Bedeutung für die mathematische Lösung des Transformationsproblems von Werten in Preise erst lange nach seinem Tod erkannt und gewürdigt wurde.

## Biographische Daten
Wolfgang Mühlpfordt wurde als viertes von fünf Kindern der Eheleute Moritz Leonhard Adalbert Mühlpfordt (1834–1897) und Marie Elise Adelheid Mühlpfordt, geb. Laukien (1835–1924), geboren. Sein Vater war Geheimer Rechnungs-Revisor beim Rechnungshof des Deutschen Reiches zu Potsdam. Nach dem Besuch des Gymnasiums studierte Mühlpfordt ab 1890 Rechts- und Kameralwissenschaften in Berlin und Königsberg. An der Berliner Universität besuchte er die nationalökonomischen Vorlesungen von Gustav von Schmoller und Adolph Wagner, zwei bedeutenden Vertretern der jüngeren Historischen Schule der Nationalökonomie. Am 22. Dezember 1893 erlangte er durch die öffentliche Verteidigung seiner von Karl Umpfenbach betreuten Dissertationsschrift Preis und Einkommen in der privatkapitalistischen Gesellschaft die Doktorwürde von der philosophischen Fakultät der Albertus-Universität Königsberg in Preußen. Mühlpfordt schlug im Anschluss keine akademische Karriere ein, sondern eine juristische Laufbahn als Verbandssyndikus. Er war Mitglied im Verband Berliner Bücherrevisoren und kooperatives Mitglied der Société Académique de la Comptabilité de Belgique. Am 30. April 1907 heiratete er die 1873 in Dresden geborene Margarete Hoffmann, die Ehe blieb kinderlos.  Obwohl Mühlpfordt zum Zeitpunkt der Machtübernahme der Nationalsozialisten bereits verstorben war, wurde er mit einer Akte im Register der Mitglieder der Freimaurerlogen geführt, dessen Zweck im Dritten Reich darin bestand, methodisch Informationen über religiöse, soziale, politische und weltanschauliche Bewegungen zu sammeln, die von der NS-Ideologie als feindlich eingestuft wurden.

## Publikationstätigkeit
Die theoretischen Beiträge, die Mühlpfordt im Kontext einer Preistheorie jenseits von Angebot und Nachfrage determinierter Marktpreise zuzurechnen sind, konzentrieren sich auf zwei Publikationen. Beide sind für seine Pionierrolle in der Geschichte des Transformationsproblems und dessen Lösung maßgeblich:
- Preis und Einkommen in der privatkapitalistischen Gesellschaft. Hartungsche Buchdruckerei, Königsberg 1893.
- Karl Marx und die Durchschnittsprofitrate. In: Jahrbücher für Nationalökonomie und Statistik. 3. Folge, 10. Bd., Jena 1895, S. 92–99.

Weitere Veröffentlichungen Mühlpfordts befassen sich mit juristischen Themen sowie mit tagespolitischen Fragestellungen, wie sie vor allem innerhalb der von Mühlpfordt partiell heftig kritisierten deutschen Sozialdemokratie diskutiert wurden.

## Der theoretische Ansatz von 1893
Im Vorwort zu seiner Dissertationsschrift zeigt sich Mühlpfordt optimistisch, eine konsequente Weiterentwicklung der klassischen Werttheorie in der Hinsicht leisten zu können, dass er erstens die Produktionskostentheorie und die Arbeitswerttheorie in Einklang bringt und zweitens die Nutzentheorie in die Betrachtung einbezieht. Hinsichtlich der angeführten Quellen favorisiert Mühlpfordt für die Preisbestimmung eindeutig die klassische Lehre und kritisiert den Ansatz der dazu gegensätzlichen Grenznutzentheorie. Diese von der Österreichischen Schule vertretene Wert-Preis-Theorie ist Mühlpfordt vor allem durch das Werk von Eugen von Böhm-Bawerk bekannt geworden, und er hält sie für unbrauchbar zur Bestimmung der von ihm als Normalpreise bezeichneten Produktionspreise. Folgerichtig geht er im § 6 seiner Arbeit für die Bestimmung der Preise beliebig vermehrbarer Güter unter freier Konkurrenz von den klassischen Annahmen aus. „Die Arbeit ist es demnach, welche den Tauschwert beliebig vermehrbarer Güter bei freier Konkurrenz schafft.“ Die Frage, wodurch sich die Höhe des Einflusses der Konkurrenz auf die Preise der einzelnen Warengattungen bemisst, beantwortet Mühlpfordt so, wie es bereits David Ricardo vorgeschlagen hatte, nämlich nach der unternehmerischen Erwartung eines gleichen Gewinns bei gleichen Aufwendungen. „Daraus folgt, dass die einzelnen Waren sich in einem modifizierten Verhältnis ihrer Herstellungszeiten austauschen, deren Modifikation durch den Satz: für gleiche Kapitalien gleicher Gewinn, bestimmt wird.“

Mühlpfordt wählt für seinen Ansatz eine mathematische Form, wobei die Einführung von n Preiskoeffizienten für n Waren sowie die Präsentation als ein System von n+1 Gleichungen mit n+1 Unbekannten für die Berechnung der n Warenpreise und der Durchschnittsprofitrate das eigentliche Novum darstellen, so dass der Autor bereits mit dieser ersten Arbeit als ein Vorläufer für spätere einschlägige Lösungsversuche des Transformationsproblems gelten darf.

Die nachfolgende mathematische Darstellung folgt dem  Originaltext aus der Dissertationsschrift, die inhaltlich der späteren Darstellung im Jahrbücher-Beitrag entspricht, aber wegen der jener gegenüber drucktechnisch fehlerfreien Form vorzuziehen ist.

Gemäß der von Mühlpfordt gesetzten arbeitswerttheoretischen Prämisse wird der Wert einer Ware durch die zu ihrer Herstellung erforderliche Arbeitszeit a bestimmt. Der Preis {\displaystyle \Pi } jener Ware weicht nach den obigen Überlegungen von ihrem Wert, der in ihr enthaltenen Arbeitszeit a, durch einen Faktor, den Preiskoeffizienten x, ab.

Für i = 1,…,n seien {\displaystyle W_{i}} die Menge der betrachteten Waren, {\displaystyle x_{i}} deren Preiskoeffizienten, mit denen die Arbeitszeiten {\displaystyle a_{i}} der entsprechenden Waren multipliziert werden. Dann folgt für die Preise der n Waren:

{\displaystyle \Pi (W_{i})} = {\displaystyle a_{i}x_{i}}

Der Preis einer Ware lässt sich aber auch noch anders darstellen:
Die von Mühlpfordt als „normale Gewinnrate“ bezeichnete Profitrate p ergibt, angewandt auf das zur Produktion der n Waren verwendete Kapital C, einen durch das „Gesetz des normalen Unternehmergewinns“ bestimmten Betrag {\displaystyle \Pi (M)}, der auf dessen Preis aufgeschlagen wird, so dass gilt:

{\displaystyle \Pi (W)} = {\displaystyle \Pi (C)} + {\displaystyle \Pi (M)}

mit  {\displaystyle \Pi (M)} = p ·  {\displaystyle \Pi (C)}

Daraus folgt:

{\displaystyle \Pi (C)} = {\displaystyle {\frac {1}{1+p}}} {\displaystyle \Pi (W)}

Den Bruch {\displaystyle {\frac {1}{1+p}}} bezeichnet Mühlpfordt als {\displaystyle x_{0}}, so dass gilt:

 {\displaystyle \Pi (C)} = {\displaystyle x_{0}}{\displaystyle \Pi (W)} bzw. für das auf eine bestimmte Warenart i angewandte Kapital i:

 {\displaystyle \Pi (C_{i})} = {\displaystyle x_{0}}{\displaystyle a_{i}}{\displaystyle x_{i}}

Andererseits lasse sich das angewandte Kapital auch als Summe der verbrauchten Produktionsmittel und Löhne darstellen, so dass gilt:

{\displaystyle \Pi (C_{i})} = {\displaystyle a_{i1}}{\displaystyle \Pi (W_{1})} + … +{\displaystyle a_{in}}{\displaystyle \Pi (W_{n})}

Ein Koeffizient {\displaystyle a_{ij}} gibt dabei die Menge der Ware j an, die zur Herstellung der Warenmenge i erforderlich ist. Für die Herstellung von n Waren gilt demnach:

{\displaystyle x_{0}}{\displaystyle a_{1}}{\displaystyle x_{1}} = {\displaystyle a_{11}}{\displaystyle a_{1}}{\displaystyle x_{1}} + {\displaystyle a_{12}}{\displaystyle a_{2}}{\displaystyle x_{2}} + ··· + {\displaystyle a_{1n}}{\displaystyle a_{n}}{\displaystyle x_{n}}

···

{\displaystyle x_{0}}{\displaystyle a_{n}}{\displaystyle x_{n}} = {\displaystyle a_{n1}}{\displaystyle a_{1}}{\displaystyle x_{1}} + {\displaystyle a_{n2}}{\displaystyle a_{2}}{\displaystyle x_{2}} + ··· + {\displaystyle a_{nn}}{\displaystyle a_{n}}{\displaystyle x_{n}}

Damit hat Mühlpfordt ein System von n Gleichungen aufgestellt, wobei er lineare Unabhängigkeit der Gleichungen voraussetzt. Für die nichttriviale Lösung dieses Systems ist eine Erweiterung um eine Gleichung erforderlich. Aus mathematischer Sicht ist die ergänzende Gleichung notwendig, um n+1 Unbekannte, nämlich n Preiskoeffizienten {\displaystyle x_{i}}  und die allgemeine Profitrate p, simultan ermitteln zu können. Mühlpfordt nutzt dafür die folgende Gleichung:

{\displaystyle a_{1}} + {\displaystyle a_{2}} + ··· + {\displaystyle a_{n}} = {\displaystyle a_{1}}{\displaystyle x_{1}} + {\displaystyle a_{2}}{\displaystyle x_{2}} + ··· +{\displaystyle a_{n}}{\displaystyle x_{n}}

bzw.

{\displaystyle \sum _{i=1}^{n}a_{i}} = {\displaystyle \sum _{i=1}^{n}a_{i}x_{i}}

Diese Gleichung entspricht einer der später als Invarianzpostulate bezeichneten Identitäten, von denen jeweils angenommen wird, dass sie Geltung beanspruchen dürfen. Marx beispielsweise war von der Identität der Summe der Werte mit der Summe der Preise sowie der Identität der Summe der Mehrwerte mit der Summe der Profite ausgegangen. Invarianzpostulate unterschiedlicher Art werden auch bei nachfolgenden Lösungsvorschlägen für das  Transformationsproblem hinzugezogen.

Nach diesen Vorüberlegungen ist Mühlpfordt in der Lage, seinen Ansatz zu vervollständigen und ein Gleichungssystem mit nunmehr n+1 unabhängigen Gleichungen zur Berechnung der n unbekannten Preiskoeffizienten {\displaystyle x_{i}} und der zur Profitrate p führenden Größe {\displaystyle x_{0}} aufzustellen:

{\displaystyle x_{0}}{\displaystyle a_{1}}{\displaystyle x_{1}} = {\displaystyle a_{11}}{\displaystyle a_{1}}{\displaystyle x_{1}} + {\displaystyle a_{12}}{\displaystyle a_{2}}{\displaystyle x_{2}} + ··· + {\displaystyle a_{1n}}{\displaystyle a_{n}}{\displaystyle x_{n}}

···

{\displaystyle x_{0}}{\displaystyle a_{n}}{\displaystyle x_{n}} = {\displaystyle a_{n1}}{\displaystyle a_{1}}{\displaystyle x_{1}} + {\displaystyle a_{n2}}{\displaystyle a_{2}}{\displaystyle x_{2}} + ··· + {\displaystyle a_{nn}}{\displaystyle a_{n}}{\displaystyle x_{n}}

{\displaystyle a_{1}} + {\displaystyle a_{2}} + ··· + {\displaystyle a_{n}} = {\displaystyle a_{1}}{\displaystyle x_{1}} + {\displaystyle a_{2}}{\displaystyle x_{2}} + ··· +{\displaystyle a_{n}}{\displaystyle x_{n}}

Auch wenn Mühlpfordt seine Darstellung an dieser Stelle abbricht, geht er fest davon aus, dass die unbekannten Größen durch das Gleichungssystem bestimmt werden können. Dies zu zeigen, war in diesem Kontext genau sein Ziel gewesen. Er sieht daher den „normalen Konkurrenzpreis“ als auf jene Weise bestimmt an, streift noch kurz die Variation des Preises unter Monopolverhältnissen und wendet sich für den Rest seiner Schrift dem Thema Einkommen zu.

## Der direkte Bezug zum Transformationsproblem
Wahrscheinlich war es Mühlpfordt beim Verfassen der Dissertationsschrift gar nicht bewusst, dass er mit seinem auf wenigen Seiten entwickelten Ansatz einen Beitrag zu jener Diskussion geleistet hat, die von Friedrich Engels im Vorwort des von ihm 1885 herausgegebenen zweiten Bandes des Kapitals initiiert worden war. Konkret geht es um die Lösung des Rätsels einer mit der Arbeitswerttheorie kompatiblen Bildung einer allgemeinen Profitrate, das darin besteht „nachzuweisen, wie nicht nur ohne Verletzung des Wertgesetzes, sondern auf der Grundlage desselben eine gleiche Durchschnittsprofitrate sich bilden kann und muß.“ Noch vor der Herausgabe des dritten Bandes des Marx'schen Hauptwerks, der die entsprechende Lösung präsentiert, mit der Engels als Sachwalter der von Karl Marx nach seinem Tod im Jahr 1883 hinterlassenen Manuskripte längst vertraut war, gab es eine ganze Reihe von Interessierten, die sich an einer eigenständigen Lösung versuchten. Zu diesem Kreis gehören Wilhelm Lexis, Conrad Schmidt, Peter Fireman, Julius Wolf, Georg Christian Stiebeling und Achille Loria, deren Beiträge in der einen oder anderen Weise später von Engels kommentiert worden sind.
 Wolfgang Mühlpfordt jedoch ist diesbezüglich ignoriert worden, zumal seine Dissertationsschrift in der von Karl Kautsky herausgegebenen Zeitschrift Die Neue Zeit unter dem Pseudonym „ch“ ungünstig und mit spöttischem Unterton besprochen worden ist. Nachdem allerdings im Herbst 1894 mit der Veröffentlichung des dritten Bandes des Kapitals die Marx'sche Lösung des Profitratenrätsels publik wurde, hat Mühlpfordt zweifellos den Stellenwert seines eigenen Ansatzes in den entsprechenden Kontext einordnen können, so dass er sich daraufhin in den Jahrbüchern für Nationalökonomie und Statistik zu Wort meldete, um diesen erneut zu präsentieren.

## Mühlpfordts „Jahrbücher-Aufsatz“ und seine Rezeption
Der 1895 erschienene Artikel Karl Marx und die Durchschnittsprofitrate, der vom mit „Dr. Mühlpfort“ angegebenen Autor als eine selbstbewusste Kritik an der Marx'schen Lösung verfasst wurde, hat trotz seiner für das Transformationsproblem direkten Relevanz ein ähnliches Schicksal erfahren wie die Dissertationsschrift – er wurde von den Zeitgenossen ignoriert, obwohl darin sogar ausdrücklich um das Urteil der „Experten“ geworben wird. Zu Beginn des Artikels wird in korrekter Weise das „Problem der sogenannten Durchschnittsprofitrate“ repetiert, wie es von Engels angekündigt und nun als aufgelöst publiziert worden war. „Dr. Mühlpfort“, dessen Identität mit Wolfgang Mühlpfordt aus einer vom Autor selbst gesetzten Fußnote hervorgeht, setzt sich kritisch mit der Art und Weise auseinander, in der Marx meinte, das Problem in Inhalt und Form bewältigt zu haben.
Als eine die konstatierten Mängel überwindende Alternative schlägt Mühlpfordt die in seiner Dissertationsschrift entwickelte und nun noch einmal präsentierte algebraische Darstellung für die Berechnung der Abweichung der Preise von den Werten vor. Allerdings weist die drucktechnische Umsetzung der entsprechenden Formeln Mängel und damit sinnentstellende Fehler auf, so dass der im Erfassen algebraischer Zusammenhänge ungeübte Leser die Quintessenz der Mühlpfordt-Lösung möglicherweise nur schwer oder gar nicht erkennen konnte. Die vom Autor erwartete Resonanz blieb jedenfalls aus. 
Stattdessen ist eine Dekade später eine weitere Bearbeitung des Transformationsproblems von Werten in Preise an die Öffentlichkeit gelangt, nämlich jene des Lexis-Schülers und Statistikers Ladislaus von Bortkiewicz, der in den Jahren 1906 bis 1907 mit vier Artikeln in Erscheinung trat, um die Marx'sche Lösung zu korrigieren. Bortkiewicz hat damit zwar nicht sofort, aber einige Zeit später derart große Beachtung gefunden, dass er vielen Kennern der Debatte unmissverständlich als der Vater der Lösung des Transformationsproblems gilt. Das ist unter Einbeziehung des Mühlpfordt-Ansatzes nicht nur inkorrekt, sondern insofern bemerkenswert, als Bortkiewicz wie Mühlpfordt algebraisch vorgeht und Preiskoeffizienten und die allgemeine Profitrate als simultan in einem System linearer Gleichungen determiniert betrachtet. Bortkievicz hat Mühlpfordt allerdings an keiner Stelle erwähnt, sondern sich nach eigenen Angaben von dem russischen Ökonomen W. K. Dmitrieff inspirieren lassen. Im Gegensatz zum durchschlagenden Erfolg der Darstellung von Bortkiewicz hat es noch viele Jahrzehnte gedauert, bis die Relevanz der Mühlpfordt-Lösung erkannt und theoriehistorisch gewürdigt worden ist.

## Späte theoriehistorische Würdigung
Im Jahr 1987 erfolgte in der Zeitschrift Cambridge Journal of Economics ein erster Hinweis darauf, das Mühlpfordt mit seinem Jahrbücher-Artikel unbestreitbar die Originalität gegenüber Bortkiewicz gebührt. Da die Autoren des Artikels, M. C. Howard und J. E. King,  zugleich – und berechtigterweise – ihre Unzufriedenheit mit der präsentierten Algebra äußerten und überdies den Beitrag von „Dr. Mühlpfort“ als eine lediglich kleine Fußnote in der Geschichte der Marxschen Politischen Ökonomie herunterspielen, fand im Nachgang in derselben Zeitschrift eine kleine Diskussionsrunde zur Interpretation der von Mühlpfordt verwendeten Formeln statt. Zunächst bemühte sich Giorgio Gilibert um eine Klarstellung. Diese wurde von Howard und King zurückgewiesen, wobei ihre Argumentation zumindest teilweise dadurch erleichtert worden ist, dass sie inzwischen die von Mühlpfordt im Jahrbücher-Artikel erwähnte Dissertation mit ihrer eleganteren und fehlerfreien Darstellung auch inhaltlich zur Kenntnis genommen hatten. Bedauerlicherweise beharren die Autoren hartnäckig auf der aus dem Jahrbücher-Artikel stammenden Schreibweise „Mühlpfort“, obwohl sie selbst keinerlei Zweifel haben, dass es sich bei dem Autor um Wolfgang Mühlpfordt handelt.  Sowohl Gilibert als auch Howard und King unterstellen in ihren Aufsätzen, dass Mühlpfordt das Invarianzpostulat „Summe der Profite gleich Summe der Mehrwerte“ benutzt habe. Diese Behauptung wird in einem Kommentar von Friedrun Quaas zurückgewiesen, die unter Rückgriff auf einen Vergleich der von Marx und Mühlpfordt verwendeten Terminologie nahelegt, dass Mühlpfordt mit seiner Unterscheidung zwischen der „in einer Ware enthaltenen Arbeitszeit“ und der „zur Herstellung einer Ware vergeudeten Arbeitszeit“ im Grunde genommen ein eigenes Invarianzpostulat im Sinn hatte, nämlich eine Abwandlung des Postulats der Gleichheit der Werte mit den Preisen. Ohnehin ist eine spezifische Wahl der ergänzenden Gleichung für den Kontext des Transformationsproblems insofern unerheblich, als Francis Seton später gezeigt hat, dass der Vorrat an Invarianzpostulaten sich nicht in den beiden von Marx her bekannten erschöpft.
 Im Ergebnis der verspäteten Rezeption der beiden Beiträge rückte Mühlpfordt als ihr Autor unabhängig von verbliebenen Interpretationsspielräumen in ein neues Licht, das seine theoriehistorische Bedeutung erhellt. Ein direkter Vergleich der von Bortkiewicz und Mühlpfordt angebotenen Lösungsansätze für das Transformationsproblem zeigt, dass Mühlpfordt nicht nur früher als Bortkiewicz den Weg zu einer korrekten Methode wies, sondern dass er mit seinem n-Sektoren-Modell auch allgemeiner und damit anspruchsvoller ist als Bortkiewicz, der mit einem 3-Sektoren-Modell arbeitet. Wendet man die algebraische Darstellung von Mühlpfordt auf diejenige von Bortkiewicz an, lässt sich zeigen, dass der Ansatz von Mühlpfordt jenen von Bortkiewicz als Spezialfall enthält. Während Bortkiewicz sein Gleichungssystem jedoch zur Lösung gebracht hat, indem er für ein Zahlenbeispiel Preiskoeffizienten und die zugehörige allgemeine Profitrate exakt ermittelt, stellt Mühlpfordt sein Gleichungssystem lediglich mit der Behauptung auf, dass damit eine korrekte Lösung des Transformationsproblems möglich sei. Das hat sich zwar letztlich als richtig herausgestellt, aber der mathematische Beweis wurde erst gut ein Dutzend Jahre später mit den Sätzen von Frobenius und Perron erbracht.
 Dennoch ist es das bleibende Verdienst von Mühlpfordt, mit seiner modernen Darstellung etliche der nachfolgenden Lösungsansätze des Transformationsproblems, deren Geschichte noch immer nicht zu Ende ist, antizipiert zu haben. Die Ähnlichkeit seines algebraischen Ansatzes mit Teilen der Modellierungen von Wassily Leontief und Piero Sraffa darf Wolfgang Mühlpfordt in gewissem  Sinne auch diesbezüglich als einen Vorläufer gelten lassen.